# Pascale Fonteneau
Pour les articles homonymes, voir Fonteneau.
Pascale Fonteneau, alias Marie Trajan,,, née le 29 avril 1963 à Fougères, en Ille-et-Vilaine (Bretagne), est une journaliste et romancière française, auteur de plusieurs romans policiers et de quelques ouvrages de littérature d'enfance et de jeunesse.

## Biographie
Née à Fougères en 1963 d'un père français et d'une mère allemande, elle s'installe avec sa famille à Bruxelles en 1971. Elle fait des études supérieures à l'Université libre de Bruxelles où elle est diplômée en journalisme et en communication sociale. Elle travaille brièvement pour un journal local, puis devient attachée de presse du festival de court-métrage « Média 10/10 » en 1986, avant de travailler aux premières éditions du FIFF (Festival International du Film Francophone, Namur), puis dans les festivals de polar, Polar&Co et Total Polar à Mons et à Bruxelles. Plus tard, elle participe à la naissance de Passa Porta, dont elle dirige la partie francophone jusqu’en 2011. Actuellement, elle travaille à Indications.
Française, elle reste installée à Bruxelles,. Elle signe plusieurs romans à la Série Noire à partir de 1992 avec Confidences sur l'escalier,, un récit entièrement composé de dialogues entre « X » et « Y », puis États de lame en 1993, dont le narrateur est un poignard qui observe et commente les agissements du genre humain. Si on lui pose la question, elle déclare préférer la branche noire de la littérature. Elle ne cesse d'inventer des histoires  un mélange d'humour féroce et une tendresse amusée, des petits bouts de vie très quelconques qui s'égarent sur le chemin du destin et s'écrasent tragiquement contre un mur de cynisme et de fatalité,. Elle a aussi écrit des nouvelles, et des pièces radiophoniques (RTBF, Radio-France) qui, comme ses romans, parlent de la société contemporaine. Elle collabore également à desromans pour la jeunesse ainsi qu'à des albums illustrés et BD pour les jeunes,.

## Œuvre

### Romans
- Confidences sur l’escalier, Gallimard, coll. « Série noire » no 2294, 1992Réédition, Gallimard, coll. « Folio policier » no 151, 2000 (roman traduit en suédois et en japonais)
- États de lame, Gallimard, coll. « Série noire » no 2325, 1993Réédition, Masque, coll. « Le Masque » no 2511, 2008
- Les Fils perdus de Sylvie Derijke, Gallimard, coll. « Série noire », 1995Réédition, Masque, coll. « Le Masque » no 2505, 2006
- Cheryl - Les Damnés de l'artère, Baleine, 1996[8]
- Otto, Gallimard, coll. « Série noire », 1997[9]
- Maelbeek, Tourisme et Polar, 1998
- La Puissance du désordre, Baleine, 1997Réédition, Gallimard, coll. « Folio Policier » no 124, 1999
- La Vanité des pions, Gallimard, coll. « Série noire », 2000
- TGV, Le Grand Miroir, coll. « La Petite Littérature », 2003
- Crois-moi, Labor, 2005[6]
- Jour de gloire, Masque, 2006
- Contretemps, Masque, 2007
- 1275 ares, La Branche, coll. « Suite noire » no 19, 2007
- Propriétés privées, Actes Sud, coll. « Actes noirs », 2010
- Hasbeen, Aden, 2010
- Yes We Can, In8, 2012
- C'est Re parti !, La Pierre d'Alun, collection La Petite Pierre, 2023
- Comment (et pourquoi) j'ai mangé mon amant, Onlit éditions, 2023

### Recueils de nouvelles
- Curieux Sentiments, Mango, 2000
- Du début à la fin, La Pierre d'Alun, 2001Illustrations de Thierry Lenoir
- De long en large, Nuit myrtide, 2006Écrit avec Patrick Bouvet.
- Au pays où les Chinois nagent debout, Nuit myrtide, 2016Écrit avec Dominique Fabre.

### Littérature jeunesse et BD
- Trop c'est trop !, La Renaissance du Livre, coll. « Jeunesse », 2003Illustrations de Marie de Salle
- Où est passé René, La Renaissance du Livre, coll. « Jeunesse », 2003Illustrations de Didier Lange
- Angle mort, Casterman (KSTR), 2007Illustrations de Olivier Balez
- Carnaval à Bruxelles, Syros, 2019